# Eleocharis keigheryi
Eleocharis keigheryi är en halvgräsart som beskrevs av Karen Louise Wilson. Eleocharis keigheryi ingår i släktet småsäv, och familjen halvgräs. Inga underarter finns listade i Catalogue of Life.